# Amblyteles contristans
Amblyteles contristans là một loài tò vò trong họ Ichneumonidae.